# Guardia Piemontese
Guardia Piemontese – miejscowość i gmina we Włoszech, w regionie Kalabria, w prowincji Cosenza.
Według danych na rok 2007 gminę zamieszkiwało 1863 osób, 88,9 os./km².